# Tinguipaya
Tinguipaya är en ort i Bolivia.   Den ligger i departementet Potosí, i den centrala delen av landet, 60 km väster om huvudstaden Sucre. Tinguipaya ligger 3 185 meter över havet och antalet invånare är 499.
Terrängen runt Tinguipaya är huvudsakligen lite bergig. Tinguipaya ligger nere i en dal. Runt Tinguipaya är det ganska glesbefolkat, med 48 invånare per kvadratkilometer.. Det finns inga andra samhällen i närheten.
Omgivningarna runt Tinguipaya är i huvudsak ett öppet busklandskap.